# Szmirnai keresztes háború
A szmirnai keresztes háborút 1343-ban hirdette meg VI. Kelemen pápa. A hadjárat célja Szmirna visszafoglalása volt, amely csak részben sikerült.

## Előkészület
VI. Kelemen pápa 1343. szeptember 29-én hirdette ki Insurgentibus contra fidem című bulláját, amellyel a muzulmánok elleni keresztes háborúba szólította híveit. A hadjáratot korábban IV. Hugó ciprusi király kezdeményezte a pápánál, és sokat nyomott a latba az általános aggodalom, amelyet a török kalózok és portyázók okoztak az Égei-tenger kicsi keresztény államaiban. A következő év decemberére háromévnyi dézsmának megfelelő összeget gyűjtöttek össze a gyülekezetek.
A keresztes háború célja az Anatólia nyugati felén fekvő török emírségek tengeri erejének gyengítése és az 1329-ben elvesztett Szmirna visszafoglalása volt. A sereg haditengerészeti szövetségként állt fel, XXII. János pápa elképzelésének átvételével. A Pápai Állam négy gályája már az 1332-es Szent Liga óta az Égei-tengeren járőrözött a genovai Martino Zaccaria, Híosz egykori genovai urának parancsnoksága alatt. A pápa legátusa Asti Henrik, Konstantinápoly címzetes latin patriarchája lett. A pápa szigorú utasítást adott neki, hogy ne engedjen semmilyen kerülőt Zaccariának, hanem hajózzanak egyenesen Szmirnához.
A Pápai Állam mellett a Velencei Köztársaság, a Jeruzsálemi Szent János Ispotályos Lovagrend és a Ciprusi Királyság csatlakozott. Mellettük még a Genovai Köztársaság járult hozzá a hadjárathoz.

## Váratlan érkezés
A 24-27 gályából álló flotta 1344. május 13-án ütközött meg először a törökökkel. A Kasszandra-félsziget előtt lezajlott tengeri ütközetben hatvan török hajót süllyesztettek el. Október 28-án megérkeztek Szmirnába, ami teljesen váratlanul érte I. Omár béget és csapatait.
A hajók zárt alakzatban közelítették meg a partot, amelyet nagyjából egy időben értek el. Először a könnyű, majd a nehéz számszeríjászok szálltak partra, őket követték a lovagok és a gyalogosok. A sánc áttörésére külön alakulatok voltak kijelölve, amelyek harci bárdokkal nyitottak utat a védművön át. Ezután megrohanták és elfoglalták a várat, az alsóvárost és a kikötőt, de a fellegvár a törökök kezén maradt.
1345. január 17-én a törökök meglepetésszerűen kitörtek az akropoliszból, és lemészárolták a győzelmet ünneplő mise résztvevőit. Meghalt a pápai legátus, Martino Zaccaria és Pietro Zeno velencei parancsnok. Május 1-jén a pápa a johanniták lombardiai perjelét, Giovanni Biandratét nevezte ki főkapitánynak.

## II. Humbert csatlakozása
II. Humbert de la Tour-du-Pin, Viennois uralkodója 1345 áprilisában követei útján jelentkezett VI. Kelemennél, hogy elvállalná a hadjárat vezetését. A pápa május 26-án kinevezte őt a keresztes hadak élére, és megkezdődött az önkéntesek toborzása. Humbert augusztusban hagyta el Avignont, és 1345. október 24-én érkezett meg Velencébe. A velenceiek két gályát biztosítottak neki, amelyek Negropotéhoz vitték, ahova december 25-én érkezett meg. 1346 júniusig maradt a szigeten. Sikerült felállítania egy 62 hajóból álló flottát, amellyel július elején érkezett meg Szmirnába. A flottának az ispotályosok hat gályája volt tagja.
Humbert megerősítette az alsóvárost, több fosztogató akciót vezetett a törökök ellen és saját zsebéből fizette ki a gályák legénységét, miután elfogyott a pénzügyi alap. Novemberben Kelemen levelet írt Humbertnek, amelyben tájékoztatta, hogy nehezen megy az önkéntesek toborzása, és pénzt sem tud keletre küldeni, mert arra szükség van a francia és az angol király között kirobbant háborúban. Ugyanebben a hónapban arra utasította a parancsnokot, hogy kezdjen béketárgyalást Omárral. Humbert tavasszal anélkül hagyta el Szmirnát, és utazott vissza Velencébe, hogy sikerült volna békét kötnie a törökökkel.

## Egyezkedés
1347-ben a keresztény hajók a johannita gályák vezetésével több mint száz török hajót süllyesztettek el az imbroszi csatátban, a Dardanellák bejáratánál, ez némi enyhülést hozott Szmirnánál. Dieudonné de Gozon, az új nagymester megtiltotta, hogy a rend felelősséget vállaljon a város védelméért. A többi résztvevőnek is elment a kedve a harctól, a genovaiak elfoglalták Híoszt, a velenceiek és a johanniták pedig a rodoszi vámok miatt estek egymásnak. Novemberben, a pápa sürgetésére, az ispotályosok a béketárgyalások vezetői lettek. A kialkudott egyezményt VI. Kelemen 1348 februárban elutasította.
1348 májusában I. Omár elesett Szmirna várfalánál egy rohamban. Helyére testvére, Kidr lépett, akivel sikerült tető alá hozni egy megállapodást augusztus 18-án. VI. Kelemen és a velenceiek ismét ellenezték a megállapodást, és amikor a felek 1350. májusban összegyűltek Avignonban, hogy ratifikálják azt, egy új liga megalakítására ösztönözték őket. 1351 szeptemberében háború tört ki Velence és Genova között, így a közös flotta felállításából nem lett semmi.
Szmirna végül keresztény kézben maradt egészen 1402-ig, amikor Timur Lenk elfoglalta. Addig a johannita rend előretolt tengerészeti bázisként használta. A Pápai Állam és az ispotályosok minden évben három-három ezer aranyforintot fizettek Szmirna védelméért, és rendben utalták a várkapitányok járandóságát is.